# اشرزهاوزن
شهر اشرزهاوزن (به آلمانی: Eschershausen) در ایالت نیدرزاکسن در کشور آلمان واقع شده است.